# Funérailles de Sadi Carnot

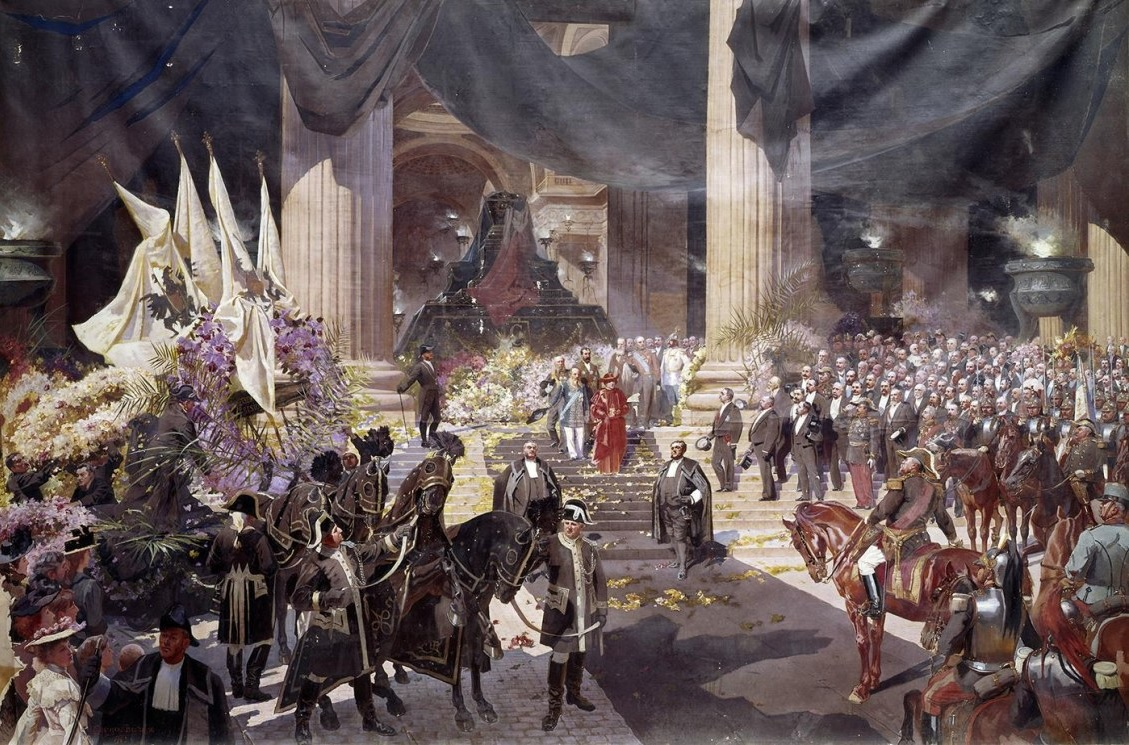
Funérailles du président Carnot au Panthéon, 1er juillet 1894, tableau de Georges Jules Bertrand, 1903.

Les funérailles nationales de Sadi Carnot, président de la République française en fonction assassiné à Lyon par un anarchiste, se déroulent le 1er juillet 1894 à Paris. Son corps est inhumé au Panthéon.

## Déroulement
Monté sur le char funèbre de Louis XVIII, tiré par six chevaux caparaçonnés, le cercueil présidentiel quitte le Palais de l'Élysée à 10 heures du matin et est conduit par l'avenue des Champs-Élysées et la rue de Rivoli à la cathédrale Notre-Dame de Paris, où se déroule le service funèbre. La cérémonie religieuse terminée, à 14 heures, le cortège poursuit sa route vers le Panthéon, où est appelé à reposer le président défunt.
|  |

Une foule massive assiste aux obsèques. Certains organes de presse de l'époque évoquent une assistance de deux millions de personnes difficilement vérifiable ; en tout état de cause, le mouvement de population est du même ordre de grandeur que pour les funérailles de Victor Hugo intervenues en 1885 et significativement plus élevé que pour celles d'Adolphe Thiers, en 1877. Un ouvrier menuisier trouve la mort au jardin des Tuileries, en se blessant fatalement sur les grilles pointues qui le clôturent.

Sa veuve, Cécile Carnot, refuse la pension que le gouvernement veut lui faire voter.

Images des funérailles du président Sadi Carnot
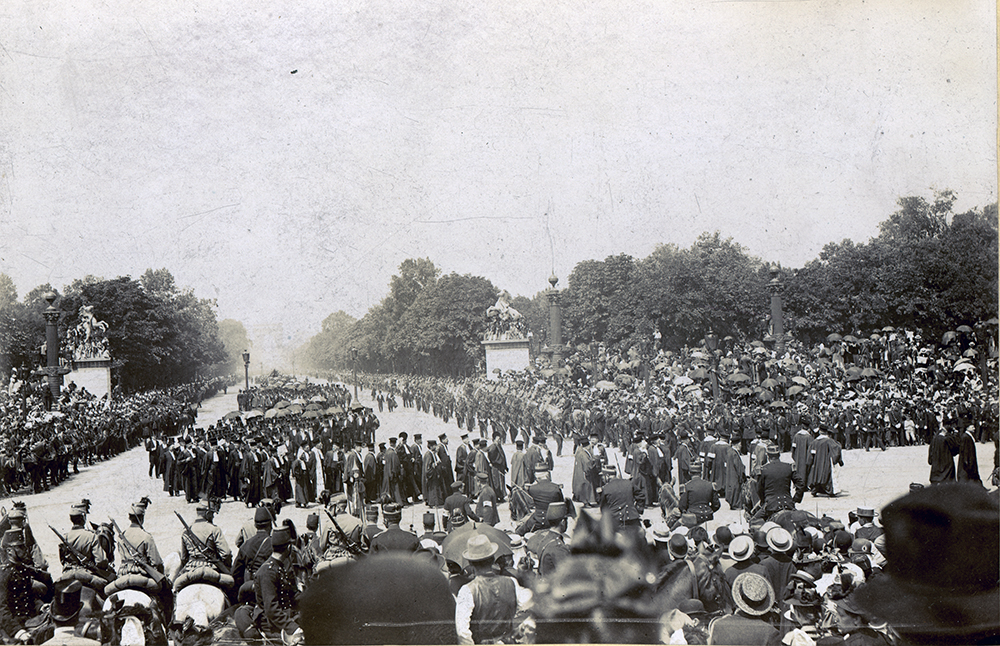
Le cortège funèbre débouchant de l'avenue des Champs-Élysées sur la place de la Concorde.
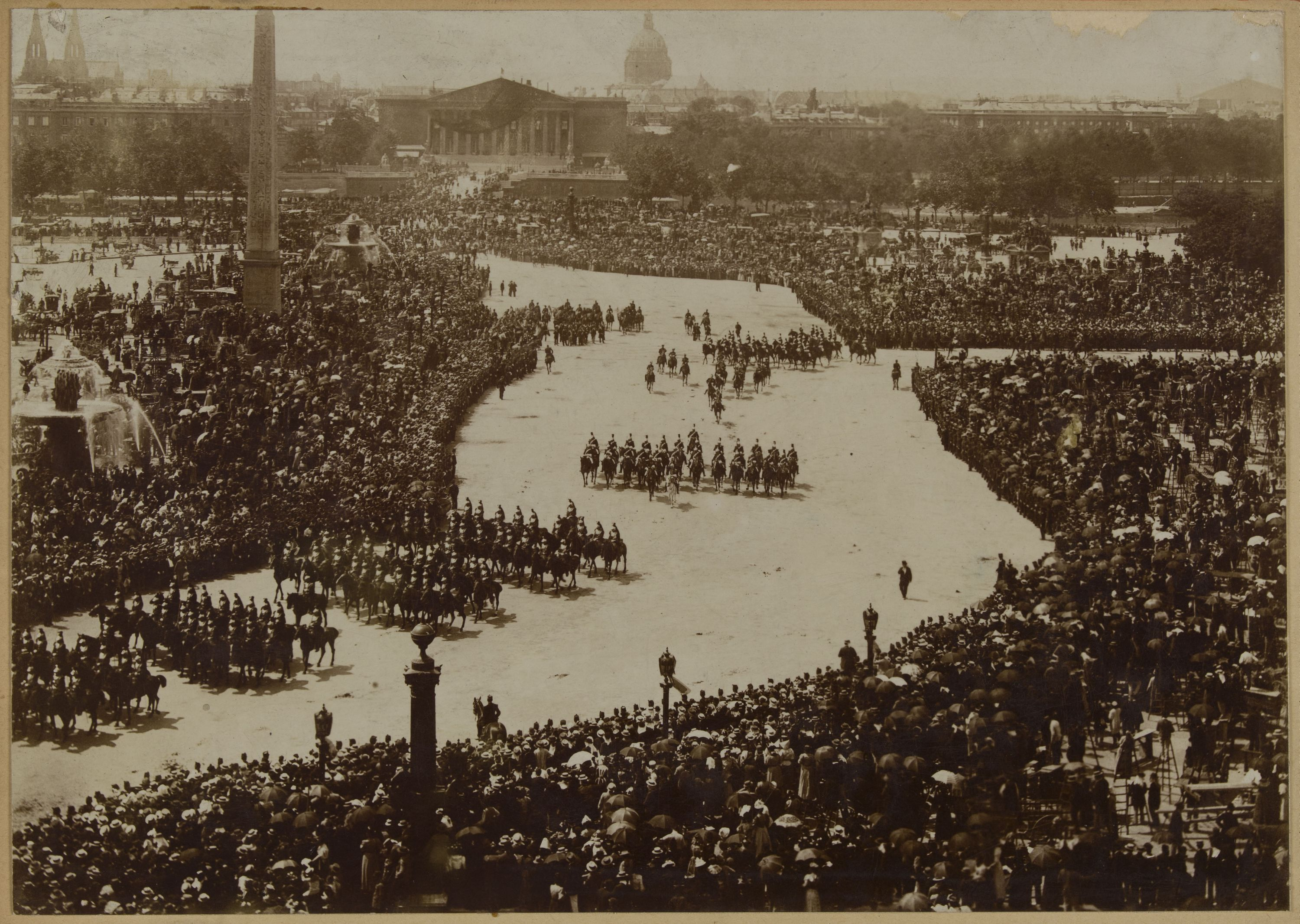
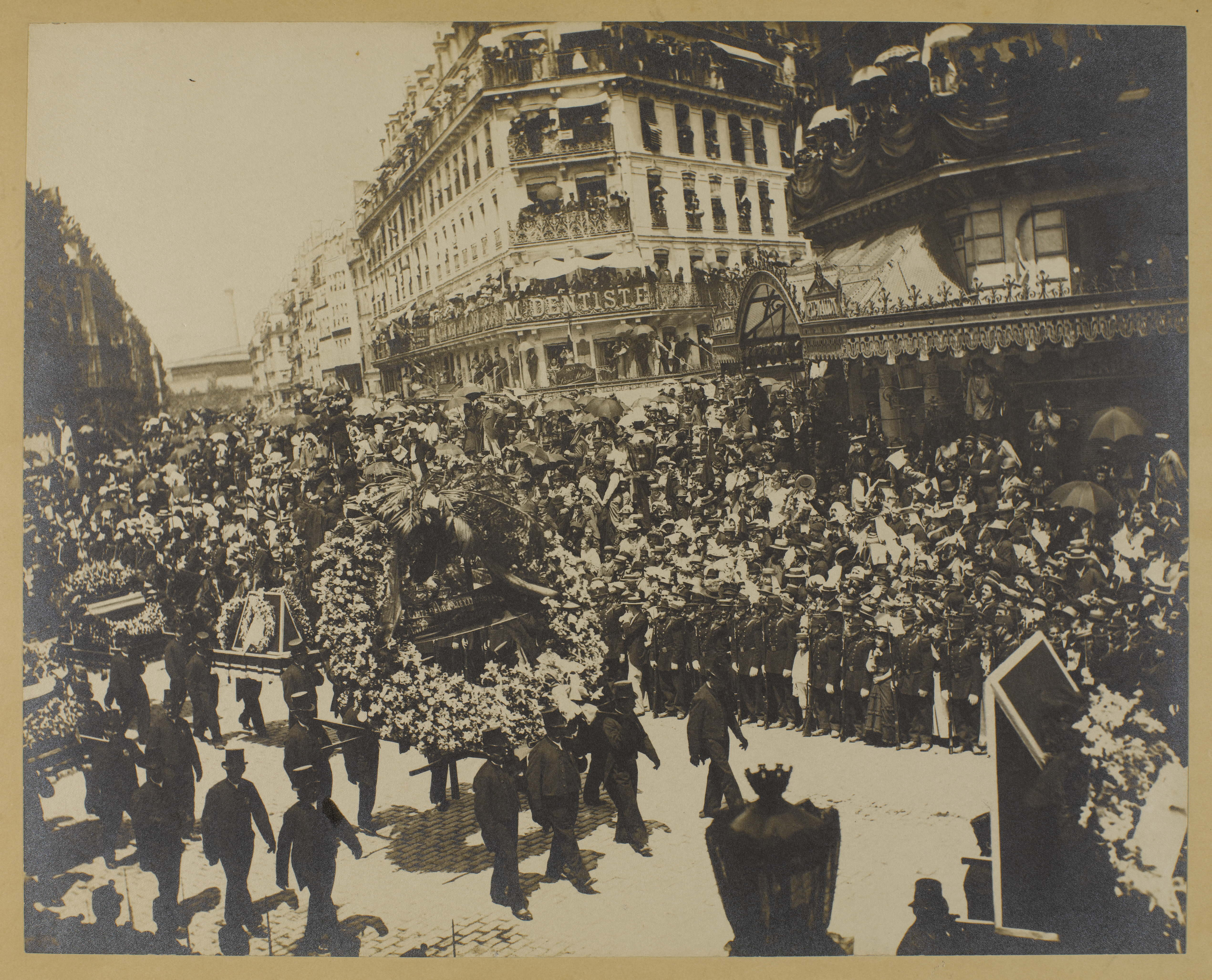
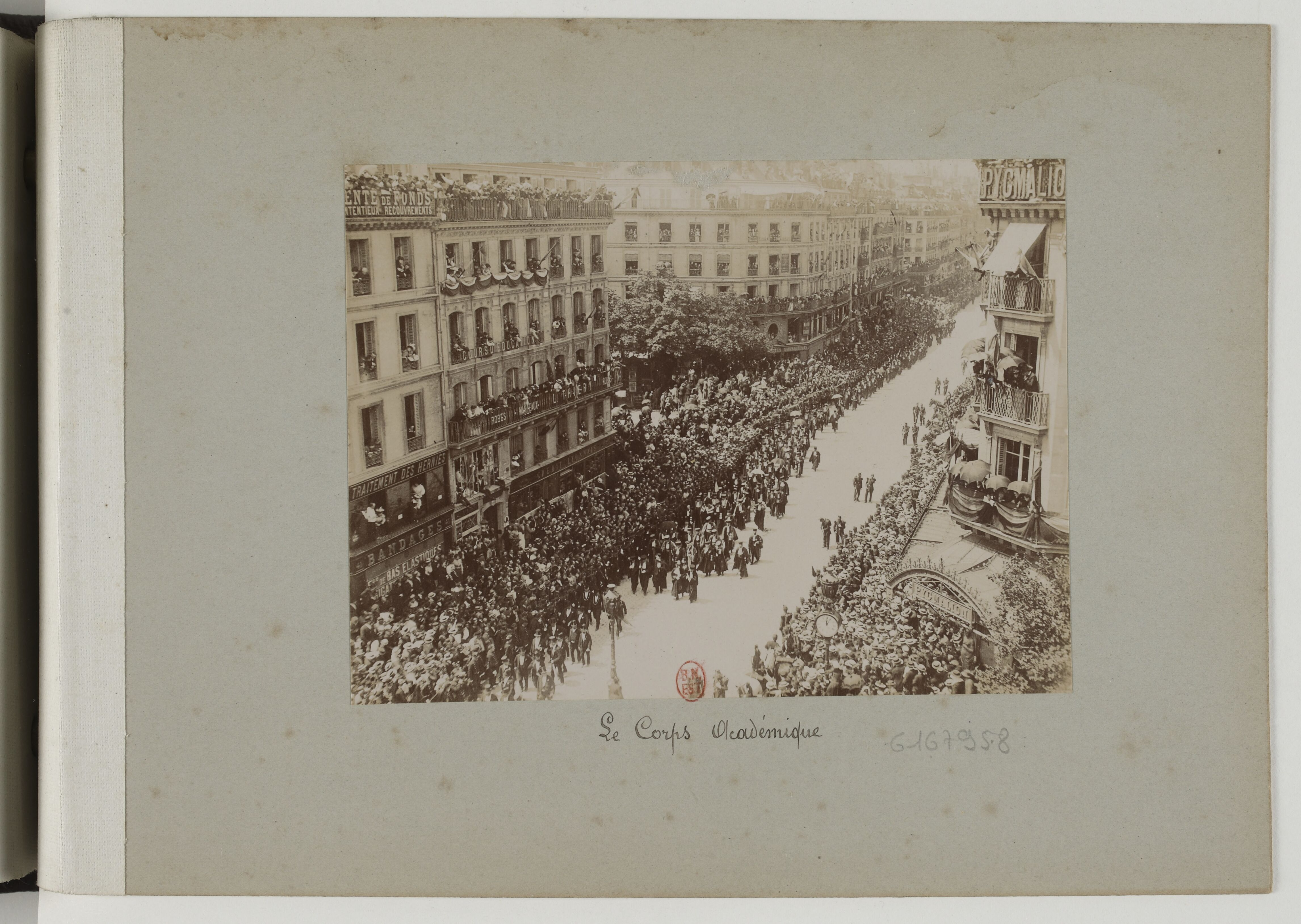